# Calycopis vibulena
Espèce
Calycopis vibulena est un papillon de la famille des Lycaenidae, de la sous-famille des Theclinae et du genre Calycopis.

## Dénomination
Calycopis vibulena a été décrit par William Chapman Hewitson en 1877 sous le nom initial de Thecla vibulena.

## Description
Calycopis vibulena est un petit papillon aux antennes cerclés de blanc et noir, avec deux fines courtes queues à chaque aile postérieure. Le dessus de couleur bleu foncé presque noir.
Le revers est marron foncé.

## Écologie et distribution
Calycopis vibulena réside au Brésil,.

### Protection
Pas de statut de protection particulier.